# Molières 2011
La 25e cérémonie des Molières s'est déroulée le dimanche 17 avril 2011 à la Maison des arts et de la culture de Créteil. Retransmise en direct sur France 2, la cérémonie est présentée par Laurent Lafitte. En lever de rideau, une comédie de Victor Haïm, adaptée et mise en scène par Zabou Breitman, Jeux de scène avec Zabou Breitman et Léa Drucker.
Michel Galabru en est le Président d'honneur.

## Molière du comédien
- Christian Hecq dans Un fil à la patte
  - Niels Arestrup dans Diplomatie
  - Jean-François Balmer dans Henri IV, le bien-aimé
  - Jean-Claude Dreyfus dans Le Mardi à Monoprix
  - André Dussollier dans Diplomatie
  - Micha Lescot dans Les Chaises

## Molière de la comédienne
- Catherine Hiegel dans La Mère
  - Valeria Bruni Tedeschi dans Rêve d’Automne
  - Julie Depardieu dans Nono
  - Maaike Jansen dans Le Technicien
  - Dominique Reymond dans Les Chaises
  - Hélène Vincent dans La Célestine

## Molière du comédien dans un second rôle
- Guillaume Gallienne dans Un fil à la patte
  - Maxime d'Aboville dans Henri IV, le bien-aimé
  - Jean-Michel Dupuis dans Le Prénom
  - Thierry Hancisse dans Un fil à la patte
  - Guillaume de Tonquédec dans Le Prénom
  - Bernard Verley dans Rêve d'automne

## Molière de la comédienne dans un second rôle
- Bulle Ogier dans Rêve d'automne
  - Valérie Benguigui dans Le Prénom
  - Brigitte Catillon dans Nono
  - Dominique Constanza dans Un fil à la patte
  - Nanou Garcia dans Aller chercher demain
  - Christiane Millet dans Funérailles d'hiver

## Molière du jeune talent masculin
- Guillaume Marquet dans Le Dindon
  - Grégory Benchenafi dans Mike
  - Laurent Cazanave dans Brume de dieu
  - Benjamin Jungers dans La Maladie de la famille M.
  - Davy Sardou dans Le Nombril

## Molière du jeune talent féminin
- Georgia Scalliet dans Les Trois Sœurs
  - Aurore Auteuil dans Le Vieux Juif blonde
  - Anaïs Demoustier dans Le Problème
  - Audrey Lamy dans Audrey Lamy- Dernières avant Vegas

## Molière du théâtre privé
- Le Repas des fauves de Vahé Katcha, mise en scène Julien Sibre, Théâtre Michel
  - Diplomatie de Cyril Gély, mise en scène Stéphan Meldegg, Théâtre de la Madeleine
  - Henri IV, le bien-aimé de Daniel Colas, mise en scène Daniel Colas, Théâtre des Mathurins
  - Le Mec de la tombe d’à côté de Katarina Mazetti, mise en scène Panchika Velez, Théâtre de la Renaissance

## Molière du théâtre public
- Un fil à la patte de Georges Feydeau, mise en scène Jérôme Deschamps, Comédie-Française
  - Les Chaises d'Eugène Ionesco, mise en scène Luc Bondy, Théâtre Nanterre-Amandiers
  - Le Dindon de Georges Feydeau, mise en scène Philippe Adrien, ARRT/Théâtre de la Tempête
  - Rêve d’Automne de Jon Fosse, mise en scène Patrice Chéreau, Théâtre de la Ville

## Molière de l'auteur francophone vivant
- Joël Pommerat pour Ma chambre froide
  - Denise Chalem pour Aller chercher demain
  - Daniel Colas pour Henri IV, le bien-aimé
  - Emmanuel Darley pour Le Mardi à Monoprix
  - Matthieu Delaporte et Alexandre de La Patellière pour Le Prénom
  - Valère Novarina pour Le Vrai Sang

## Molière du metteur en scène
- Julien Sibre pour Le Repas des fauves
  - Philippe Adrien pour Le Dindon
  - Patrice Chéreau pour Rêve d'automne
  - Marcial Di Fonzo Bo pour La Mère
  - Bernard Murat pour Le Prénom
  - Joël Pommerat pour Ma chambre froide

## Molière de l’adaptateur/traducteur
- Julien Sibre pour Le Repas des fauves
  - Florence Delay pour La Célestine
  - Alain Ganas pour Le Mec de la tombe d’à côté
  - Dominique Hollier pour Harper Regan

## Molière du décorateur scénographe
- Richard Peduzzi pour Rêve d'automne
  - Camille Duchemin pour Le Repas des fauves
  - Bernard Fau pour Nono
  - Jean Haas pour Le Dindon

## Molière du créateur de costumes
- Jean-Daniel Vuillermoz pour Henri IV, le bien-aimé
  - David Belugou pour Nono
  - Vanessa Sannino pour Un fil à la patte
  - Françoise Tournafond pour Les Oiseaux

## Molière du créateur de lumières
- Dominique Bruguière pour Rêve d'automne
  - Fabrice Kebour pour Pluie d’enfer
  - Pascal Noël pour Mike
  - Éric Soyer et Jean-Gabriel Valot pour Ma chambre froide

## Molière du meilleur spectacle comique
- Thé à la menthe ou t'es citron ? de Danielle Navarro et Patrick Haudecœur, mise en scène Patrick Haudecœur, Théâtre Fontaine
  - Le Gai Mariage de Gérard Bitton et Michel Munz, mise en scène José Paul et Agnès Boury, Théâtre des Nouveautés
  - Le Prénom de Matthieu Delaporte et Alexandre de La Patellière, mise en scène Bernard Murat, Théâtre Édouard VII
  - Le Technicien d'Éric Assous, mise en scène Jean-Luc Moreau, Théâtre du Palais-Royal

## Molière du théâtre musical
- Une flûte enchantée de Mozart, mise en scène Peter Brook, CICT/Théâtre des Bouffes du Nord
  - Mamma Mia ! de Catherine Johnson, mise en scène Phyllida Lloyd, Théâtre Mogador
  - Mike de Gabi Inbar, mise en scène Thomas Le Douarec, Théâtre Comédia
  - La Nuit d’Elliot Fall de Vincent Daenen, mise en scène Jean-Luc Revol, Théâtre du Caramel Fou

## Molière des compagnies
- Ma chambre froide, Joël Pommerat/Cie Louis Brouillard
  - Dom Juan ou le Festin de pierre, René Loyon/Cie RL
  - Les Femmes savantes, Marc Paquien/Cie de l’Intervention
  - Le Mardi à Monoprix, Michel Didym/Cie Boomerang

## Molière du spectacle jeune public
- Vy, de Michèle Nguyen et Alberto Garcia Sanchez/Collectif Travaux Publics
  - P.P. les p’tits cailloux, d'Annabelle Sergent et Vincent Loiseau, mise en scène Anne Marcel/Compagnie Loba
  - Terres ! de Lise Martin, mise en scène Nino d'Introna, TNG de Lyon
  - Y es-tu ? d'Alice Laloy/La comapagnie s’appelle reviens

## Molière d'honneur
- Peter Brook